# Pomatodelphis
Genre
Pomatodelphis (parfois noté Potamodelphis) est un genre fossile de cétacés de la famille des Platanistidae (des dauphins d'eau douce).
Ses fossiles ont été découverts aux États-unis, au Brésil, en Allemagne et en France. Ils proviennent de sédiments du Miocène moyen (Langhien) au Miocène supérieur (Tortonien), soit il y a environ entre 15,98 et 7,246 millions d'années. 

## Liste d'espèces
Selon BioLib (22 novembre 2020) :
- † Pomatodelphis bobengi Case, 1934
- † Pomatodelphis inaequalis Allen, 1921 - espèce type
- † Pomatodelphis stenorhynchus (Holl, 1829)

## Description
Pomatodelphis appartient à la sous-famille des Pomatodelphininae au sein de la famille des Platanistidae. Ces dauphins fossiles se distinguent des dauphins d'eau douce actuels d’Asie du Sud (genre Platanista) par leur rostre aplati, un prémaxillaire élargi transversalement dans sa partie arrière, et des orbites et des os nasaux non atrophiés.

## Classification
C'est un proche parent du genre Prepomatodelphis, un genre légèrement antérieur comme son nom l'indique, découvert dans le Miocène inférieur en Autriche.

## Publication originale
- (en) Glover M. Allen, « Fossil Cetaceans from the Florida Phosphate Beds », Journal of Mammalogy, Baltimore, Allen Press (d), OUP et ASM, vol. 2, no 3,‎ août 1921, p. 144-159 (ISSN 0022-2372 et 1545-1542, OCLC 1800234, DOI 10.2307/1373603, JSTOR 1373603, lire en ligne).